# 讓-伊夫·貝齊奧
讓-伊夫·貝齊奧（法語：Jean-Yves Béziau，1965年1月15日—）是一位法国数学家，逻辑学家。

## 生平
出生於法國奥尔良，是巴西研究協會（Brazilian Research Council - CNPq）的教授和研究員，目前任教於巴西里约热内卢联邦大学。貝齊奧是法國和瑞士兩國的公民。他對於英語，和葡萄牙語精通的程度就如同他的母語法語一樣，他同時也使用這三種語言發表多篇學術文章。
貝齊奧的老師是知名邏輯學家，Newton da Costa，他們倆位也時常進行合作。貝齊奧特別主要的研究是關於弗協調邏輯(paraconsistent logic) 和泛邏輯 (universal logic)。
他獲得巴西聖保羅大學（University of São Paulo）哲學博士以及法國第七大學（University of Paris 7）電腦科學的邏輯與基礎哲學博士。
他創立了泛邏輯 (Logica Universalis) 期刊（页面存档备份，存于） 學術期刊和泛邏輯研究(Studies in Universal Logic)（页面存档备份，存于）系列並擔任主編。

## 學術著作
- 「泛邏輯：走向一個邏輯的一般性理論（页面存档备份，存于）」，Basel， Birkhäuser Verlag， 2005， 第二版 2007年。ISBN 3764372591。

- 「弗協調邏輯手冊（页面存档备份，存于）」（與 Walter Carnielli 和 Dov Gabbay共同主編），London: King's College 出版，2007年。ISBN 9781904987734。

- 「立基於已學習聯想的真值語意計算」（與Patrick Suppes為共同作者），刊登於Journal of Applied Logic，第二期，2004年，457-467頁。

- 「什麼是弗協調邏輯？」，收錄於 Frontiers of Paraconsistent Logic，Research Studies 出版， Baldock， 2000年， pp. 95-111。 ISBN 0863802532。

## 外部連結

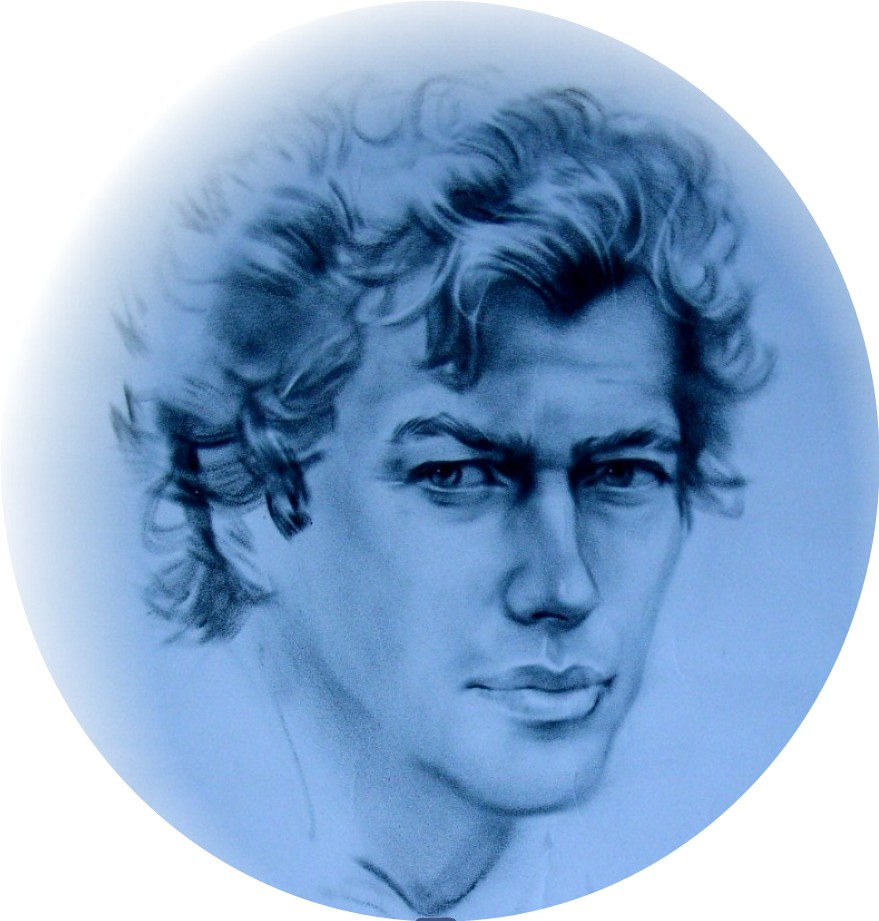
讓-伊夫·貝齊奧

- Jean-Yves Béziau 的個人網頁（页面存档备份，存于）

- Sorites 電子期刊中的自傳文章

- 泛邏輯 (Logica Universalis) 期刊（页面存档备份，存于）

- 泛邏輯研究（Studies in Universal Logic）系列（页面存档备份，存于）